# Margaretas Tidiga Unghästserie
Margaretas Tidiga Unghästserie är en årlig travserie som körs på Solvalla för svenskfödda 3– och 4-åriga varmblodiga hästar. Serien består av fyra klasser; 3-åriga hingstar och valacker, 4-åriga hingstar och valacker, 3-åriga ston och 4-åriga ston. Serien körs vid fyra tillfällen (februari, mars, maj, juni) under våren varje år sedan startåret 2017. Samtliga lopp körs över distansen 2140 meter med autostart och har 300 000 kronor i förstapris.
Bakom initiativet till travserien står Margareta Wallenius-Kleberg och Menhammar stuteri.
Tävlingstillfället i mars 2018 kördes på Mantorptravet, på grund av dåligt väder på Solvalla.

## Vinnare

### 3-åriga hingstar och valacker
| År   | Månad | Häst             | Tid    | Odds  | Kusk              | Tränare              |
| ---- | ----- | ---------------- | ------ | ----- | ----------------- | -------------------- |
| 2021 | feb   | Chipper Kronos   | 1.15,7 | 2.45  | Erik Adielsson    | Svante Båth          |
| 2020 | juni  | Hell Bent For Am | 1.14,3 | 1.13  | Örjan Kihlström   | Stefan Melander      |
| 2020 | maj   | Hell Bent For Am | 1.14,8 | 8.56  | Örjan Kihlström   | Stefan Melander      |
| 2020 | mars  | Forever Melon    | 1.15,7 | 3.36  | Örjan Kihlström   | Christoffer Eriksson |
| 2020 | feb   | Jeppas Unplugged | 1.16,8 | 3.13  | Kaj Widell        | Jan Söderström       |
| 2019 | juli  | Power            | 1.12,8 | 1.74  | Robert Bergh      | Robert Bergh         |
| 2019 | maj   | Karat Band       | 1.14,6 | 3.90  | Åke Lindblom      | Åke Lindblom         |
| 2019 | mars  | Fort Knox        | 1.14,6 | 1.62  | Torbjörn Jansson  | Pasi Aikio           |
| 2019 | jan   | Belker           | 1.15,7 | 2.27  | Torbjörn Jansson  | Sten O. Jansson      |
| 2018 | juli  | Ad Hoc           | 1.13,6 | 24.13 | Carl Johan Jepson | Raoul Engblom        |
| 2018 | maj   | Attraversiamo    | 1.13,8 | 1.38  | Erik Adielsson    | Svante Båth          |
| 2018 | mars  | Garrett Mix      | 1.16,3 | 6.78  | Erik Adielsson    | Stig H. Johansson    |
| 2018 | jan   | Global Withdrawl | 1.15,0 | 1.28  | Erik Adielsson    | Svante Båth          |
| 2017 | juni  | Lucifer Lane     | 1.13,9 | 10.98 | Johan A. Nilsson  | Thomas L. Nilsson    |
| 2017 | april | Global Un Poco   | 1.14,0 | 1.75  | Erik Adielsson    | Svante Båth          |
| 2017 | mars  | Mellby Fire      | 1.15,5 | 2.87  | Jorma Kontio      | Timo Nurmos          |
| 2017 | feb   | Global Un Poco   | 1.14,3 | 2.89  | Erik Adielsson    | Svante Båth          |

### 3-åriga ston
| År   | Månad | Häst              | Tid    | Odds  | Kusk                 | Tränare            |
| ---- | ----- | ----------------- | ------ | ----- | -------------------- | ------------------ |
| 2021 | feb   | Rihanna W.I.      | 1.16,2 | 7.41  | Jorma Kontio         | Timo Nurmos        |
| 2020 | juni  | Aperfecttric      | 1.14,5 | 8.50  | Jim Oscarsson        | Jim Oscarsson      |
| 2020 | maj   | Hill's Angel      | 1.14,8 | 1.74  | Björn Goop           | Erik Bondo         |
| 2020 | mars  | Clockwork         | 1.14,5 | 10.28 | Ulf Eriksson         | Joakim Elfving     |
| 2020 | feb   | Florist           | 1.15,6 | 3.21  | Kevin Oscarsson      | Jim Oscarsson      |
| 2019 | juli  | Diana Zet         | 1.15,4 | 5.97  | Örjan Kihlström      | Daniel Redén       |
| 2019 | maj   | Global Allegiance | 1.15,4 | 5.20  | Carl Johan Jepson    | Mattias Djuse      |
| 2019 | maj   | Grande Diva Sisu  | 1.15,4 | 1.86  | Per Nordström        | Per Nordström      |
| 2019 | mars  | Zolly             | 1.14,9 | 3.46  | Mattias Djuse        | Mattias Djuse      |
| 2019 | jan   | Dior Ima          | 1.16,8 | 10.29 | Mattias Djuse        | Mattias Djuse      |
| 2018 | juli  | Musique d'Inverne | 1.13,1 | 1.60  | Erik Adielsson       | Stig H. Johansson  |
| 2018 | maj   | A Sweet Dance     | 1.14,5 | 1.44  | Johnny Takter        | Helena Burman      |
| 2018 | mars  | Staro Miami       | 1.17,3 | 1.70  | Mika Forss           | Ari-Pekka Pakkanen |
| 2018 | jan   | A Sweet Dance     | 1.15,9 | 4.74  | Johnny Takter        | Helena Burman      |
| 2017 | juni  | Vamp Kronos       | 1.12,7 | 3.29  | Christoffer Eriksson | Jerry Riordan      |
| 2017 | april | Drizzle C.C.      | 1.14,9 | 5.99  | Torbjörn Jansson     | Lise-Lotte Nyström |
| 2017 | mars  | Catch my Love     | 1.15,3 | 30.46 | Tobias J. Gustafsson | Susanne Jansson    |
| 2017 | feb   | Lorina Citron     | 1.15,0 | 10.28 | Örjan Kihlström      | Björn Goop         |

### 4-åriga hingstar och valacker
| År   | Månad | Häst               | Tid    | Odds  | Kusk               | Tränare              |
| ---- | ----- | ------------------ | ------ | ----- | ------------------ | -------------------- |
| 2021 | feb   | Readly Lavec       | 1.14,7 | 3.20  | Oskar J. Andersson | Oskar J. Andersson   |
| 2020 | juni  | Go West Young Man  | 1.12,9 | 5.10  | Örjan Kihlström    | Stefan P. Pettersson |
| 2020 | maj   | Hail Mary          | 1.11,4 | 2.02  | Robert Bergh       | Robert Bergh         |
| 2020 | mars  | Ultion Face        | 1.12,7 | 15.78 | Adrian Kolgjini    | Adrian Kolgjini      |
| 2020 | feb   | Mellby Hoffa       | 1.15,7 | 6.71  | Jorma Kontio       | Timo Nurmos          |
| 2019 | juli  | Cab Lane           | 1.12,3 | 4.56  | Jorma Kontio       | Timo Nurmos          |
| 2019 | maj   | Jaguar Dream       | 1.13,1 | 2.03  | Claes Sjöström     | Claes Sjöström       |
| 2019 | mars  | Night Brodde       | 1.14,0 | 6.99  | Conrad Lugauer     | Conrad Lugauer       |
| 2019 | jan   | Adrian's Fight     | 1.14,2 | 4.90  | Örjan Kihlström    | Lars S. Nielsen      |
| 2018 | juli  | Indy Lane          | 1.12,6 | 9.82  | Jorma Kontio       | Björn Röcklinger     |
| 2018 | maj   | Selmer I.H.        | 1.12,3 | 3.16  | Björn Goop         | Ingemar Hultqvist    |
| 2018 | mars  | The Bucket List F. | 1.14,9 | 12.59 | Tobias O. Eriksson | Helena Burman        |
| 2018 | jan   | Transcendence      | 1.13,3 | 23.34 | Robert Bergh       | Robert Bergh         |
| 2017 | juni  | Dartagnan Sisu     | 1.12,7 | 2.98  | Ulf Ohlsson        | Mattias Djuse        |
| 2017 | april | Policy of Truth    | 1.13,5 | 3.19  | Ulf Ohlsson        | Reijo Liljendahl     |
| 2017 | mars  | Gareth Boko        | 1.13,7 | 5.00  | Conrad Lugauer     | Conrad Lugauer       |
| 2017 | feb   | Cyber Lane         | 1.14,0 | 1.51  | Johan Untersteiner | Johan Untersteiner   |

### 4-åriga ston
| År   | Månad | Häst               | Tid    | Odds  | Kusk                 | Tränare            |
| ---- | ----- | ------------------ | ------ | ----- | -------------------- | ------------------ |
| 2021 | mars  | Marion Fouty Bon   | 1.13,8 | 1.69  | Jorma Kontio         | Timo Nurmos        |
| 2021 | feb   | Marion Fouty Bon   | 1.14,7 | 1.41  | Jorma Kontio         | Timo Nurmos        |
| 2020 | juni  | American Hill      | 1.13,2 | 2.26  | Conrad Lugauer       | Conrad Lugauer     |
| 2020 | maj   | Mellby Harissa     | 1.13,3 | 2.98  | Robert Bergh         | Robert Bergh       |
| 2020 | mars  | Alaska Kronos      | 1.13,9 | 2.21  | Örjan Kihlström      | Daniel Redén       |
| 2020 | feb   | Musett af Djupmyra | 1.15,1 | 14.16 | Daniel Wäjersten     | Daniel Wäjersten   |
| 2019 | juli  | Hankypanky Rubyred | 1.13,3 | 1.37  | Jorma Kontio         | Timo Nurmos        |
| 2019 | maj   | Staro Miami        | 1.13,4 | 2.90  | Mika Forss           | Ari-Pekka Pakkanen |
| 2019 | mars  | Racing Brodda      | 1.14,7 | 7.47  | Rikard N. Skoglund   | Mattias Djuse      |
| 2019 | jan   | S.G.Maleficent     | 1.16,6 | 4.70  | Kenneth Haugstad     | Roger Walmann      |
| 2018 | juli  | Butterfly Ima      | 1.13,0 | 41.08 | Åke Lindblom         | Åke Lindblom       |
| 2018 | maj   | Hevin Boko         | 1.12,9 | 4.42  | Johnny Takter        | Timo Nurmos        |
| 2018 | mars  | Mily               | 1.15,5 | 9.03  | Christoffer Eriksson | Peter Untersteiner |
| 2018 | jan   | Baronesse Ima      | 1.14,5 | 6.10  | Claes Sjöström       | Claes Sjöström     |
| 2017 | juni  | Juni Håleryd       | 1.13,5 | 5.83  | Peter Untersteiner   | Peter Untersteiner |
| 2017 | april | Unique Juni        | 1.13,8 | 9.85  | Kaj Widell           | Hans R. Strömberg  |
| 2017 | mars  | Caddie Lisieux     | 1.13,6 | 3.40  | Kenneth Haugstad     | Roger Walmann      |
| 2017 | feb   | Amalia Cash        | 1.13,8 | 5.85  | Jörgen Westholm      | Jörgen Westholm    |